# Piero Rismondo
Piero Rismondo (Trieste, 15 febbraio 1905 – Klagenfurt, 9 febbraio 1989) è stato un giornalista, scrittore, traduttore e operatore teatrale italiano.

## Biografia
Figlio di Karoline Flohr e Antonio Rismondo, Direttore generale della compagnia di marittima triestina "Navigazione Fratelli Rismondo“, frequentò il ginnasio tedesco di Trieste, poi - successivamente alla prima guerra mondiale - seguì la famiglia in Austria e terminò gli studi nella Scuola Superiore per il Commercio di Vienna. Nel 1938 fuggì dall'Austria a seguito della sua annessione al Terzo Reich, stabilendosi inizialmente a Belgrado in Jugoslavia.
Nel 1945 è a Fiume, all'epoca formalmente ancora italiana, ma nei fatti sotto la giurisdizione jugoslava, essendo stata occupata dai partigiani di Tito il 3 maggio dello stesso anno.
Per le sue conoscenze in campo teatrale nel 1947 venne fatto direttore della Compagnia di prosa del Dramma Italiano del Teatro Nazionale Croato della città capoluogo del Quarnaro, fondata l'anno precedente e dunque primo teatro stabile italiano. Tale funzione, insieme a quella di regista e di drammaturgo la espleterà fino al 1954, quando decise di tornare a vivere a Vienna. Nella capitale austriaca, al tempo suddivisa in quattro settori al pari di Berlino, entrò nel giornalismo, presso il quotidiano Die Presse.
Si segnalò subito come acuto critico teatrale e ottimo traduttore dall'italiano. Grazie alla sua opera, il mondo letterario viennese scoprì Italo Svevo, del quale fa conoscere Zeno Cosini, Senilità, Una vita, Corto viaggio sentimentale, La novella del buon vecchio e della fanciulla. Sempre per merito suo, l'Austria letteraria cominciò ad ammirare altri grandi autori italiani del Novecento, tra cui Alberto Moravia, Alba de Céspedes e Michele Prisco. Tradusse anche alcune commedie di Carlo Goldoni e Luigi Pirandello: particolarmente fortunato risulterà il suo lavoro con il romanzo pirandelliano Il fu Mattia Pascal.
Questa vasta opera di divulgazione della letteratura italiana gli varrà nel 1966 il titolo di Cavaliere Ufficiale dell'Ordine al Merito della Repubblica Italiana, conferitogli dal Presidente della Repubblica dell'epoca, Giuseppe Saragat. Ottenne anche altri riconoscimenti, sia dall'Italia che dall'Austria, il più ambito dei quali fu il Premio Medaglia Robert Musil.
Oltre a tradurre e scrivere critiche e saggi teatrali, Rismondo è autore di numerosi lavori teatrali regolarmente allestiti dai principali teatri austriaci, ma il debutto da commediografo avvenne alla fine degli anni Quaranta al teatro di Fiume, con il dramma Dietro la maschera, che verrà rimesso in scena anche negli anni Cinquanta, racconti e romanzi.
Il nome del Rismondo è presente in tutte le pubblicazioni inerenti alla Letteratura austriaca (o di lingua tedesca) del Novecento.